# 龍泉寺 (杉並区)
龍泉寺（りゅうせんじ）は、東京都杉並区にある曹洞宗の寺院。

## 概要
1603年（慶長8年）、普庵瑞迪によって開山された。元々は江戸麹町（現・東京都千代田区紀尾井町）に位置していた。
寛永年間（1624年～1643年）に四ッ谷南寺町（現・新宿区須賀町）に移転した。
元禄・享保と2回も火災に遭ったため、多くの記録を失っている。
1909年（明治42年）に現在地に移転した。

## 境内
- 六地蔵
- 北向地蔵

熱病に効くというご利益があるとされる。

## 交通アクセス
- 下高井戸駅より徒歩3分。